# Culex orientalis
Culex orientalis är en tvåvingeart som beskrevs av Edwards 1921. Culex orientalis ingår i släktet Culex och familjen stickmyggor. Inga underarter finns listade i Catalogue of Life.